# Campeonato Mundial Feminino de Xadrez de 1991
O Campeonato Mundial Feminino de Xadrez  de 1991 foi a 23ª edição da competição sendo disputada em um match entre a então campeã Maia Chiburdanidze e a desafiante Xie Jun. A disputa foi realizada em Manila nas Filipinas e Xie Jun conquistou o título tornando-se a sétima campeã mundial.
| Nome          | 01 | 02 | 03 | 04 | 05 | 06 | 07 | 08 | 09 | 10 | 11 | 12 | 13 | 14 | 15 | Total |
| Xie Jun       | =  | =  | 1  | 0  | 0  | =  | =  | 1  | =  | =  | 1  | =  | 1  | =  | =  | 8.5   |
| Chiburdanidze | =  | =  | 0  | 1  | 1  | =  | =  | 0  | =  | =  | 0  | =  | 0  | =  | =  | 6.5   |